# South East Europe Review
Der South East Europe Review for Labour and Social Affairs (SEER) ist eine interdisziplinäre Fachzeitschrift in englischer Sprache, die im deutschen Nomos-Verlag erscheint und sich der politischen, sozialen und wirtschaftlichen Transformation in den Staaten Süd- und Südosteuropas widmet. 2010 wurde sie umbenannt in Journal for Labour and Social Affairs in Eastern Europe (SEER). Bis 2013 vierteljährlich, erscheint sie seit 2014 nur noch halbjährlich.
Herausgeber ist das European Trade Union Institute for Research (ETUI) in Brüssel. Chefredakteur ist Béla Galgóczi.